# Eugenia blanchetiana
Eugenia blanchetiana är en myrtenväxtart som beskrevs av Otto Karl Berg. Eugenia blanchetiana ingår i släktet Eugenia och familjen myrtenväxter. Inga underarter finns listade i Catalogue of Life.